# Tālā (moneda)
El Tālā es la moneda del Estado Independiente de Samoa. Se divide en 100 Sene. Los nombres son los equivalentes en samoano a las palabras españolas dólar y centavo, respectivamente.
El tala fue introducido en 1967. Hasta ese momento, Samoa había utilizado la libra, con las monedas de Nueva Zelanda y sus propios billetes. El tala sustituyó a la libra samoana a una tasa de 2 tala = 1 libra, y, por tanto, tuvo paridad con el dólar neozelandés hasta el año 1975.
El símbolo WS$ se utiliza generalmente para el tala, aunque SAT, ST y T, parece estar en uso también. A veces las cifras se escriben con el signo del dólar delante y "Tala" después; por ejemplo, $ 100 tala.

## Monedas
En 1967, se introdujeron monedas de 1, 2, 5, 10, 20 y 50 Sene. Excepto para las monedas de 1 y 2 Sene de bronce, estas monedas fueron acuñadas en cuproníquel. Monedas de Bronce de Aluminio de 1 tala se introdujeron en 1984.
En 2011, se introdujo una nueva serie de monedas compuesta de los valores de 10, 20, 50 sene, 1 y 2 tala. Quedando definitivamente fuera de circulación las monedas de las series anteriores.

## Billetes
En 1967, el Banco de Samoa Occidental presentó billetes de 1, 2 y 10 tala. Billetes de 5 tala se han añadido en 1980, cuando la Junta Monetaria de Samoa Occidental se hizo cargo de la emisión de dinero de papel. En 1984 billetes de 1 tala fueron sustituidos por monedas y se introdujeron billetes de 20 tala. En 1985, el Banco Central de Samoa, emitió sus primeros billetes de 2, 5, 10 y 20 Tala, y presentó billetes de 50 y 100 tala en 1990. También se introdujeron billetes de polímero de 2 tala en 1990. Nuevos billetes de papel de 5 a 100 tala se introdujeron a finales de 2005. El 1 de agosto de 2008, el banco central emitió una nueva serie de billetes en polímero con denominaciones de 5 a 100 tala.